# 사이버 모욕죄
사이버 모욕죄(Cyber 侮辱罪)란 인터넷과 같은 사이버 공간에서 사람을 모욕함으로써 성립하는 범죄를 말한다.

## 대한민국
2008년 10월, 대한민국 정부는 사이버상 모욕 행위에 대해 형법 제311조의 모욕죄와 별도로 정보통신망법에 사이버 모욕죄 조항을 신설하는 것을 본격적으로 추진하였다. 배우 최진실의 사망이 이 법의 입법 계기가 되었다고 하여 국회에서 '최진실법'이라는 별칭이 붙었으나 최진실 유족 측의 실명 사용 중지 요청에 따라 사실상 이 표현은 사용되지 않았다. 다만 일부 기사에서 사이버 모욕죄와 최진실법을 병행 표기하는 경우가 있었다.

### 역사
- 2005년 5월, 정보통신부는 정완 교수(경희대 법대)에게 사이버모욕죄 연구용역을 발주하였다.[4] 연구에서는 사이버명예훼손죄가 형법상 출판물에 의한 명예훼손죄(형법 제309조)에 상응하는 규정으로 형법상 모욕죄(제311조)에 상응해 사이버모욕에 대한 가중처벌규정을 별도로 마련하는 것이 타당하다는 결론이 나왔다.[5]. 이 연구용역을 통해 구상된 정보통신망법 개정안은 제 60조 2항(사이버모욕죄)을 신설하는 것으로 그 내용은 아래와 같다.

누구든지 정보통신망을 통해 타인을 모욕하는 행위를 한 자는 3년 이하의 징역 또는 3000만원 이하의 벌금에 처한다. 전항의 죄를 처벌할 때에는 피해자의 의사를 존중해야 한다.— 정보통신망법 개정안 (2005년 연구용역)

- 2008년 7월 22일 김경한 법무부 장관은 사이버 모욕죄 신설을 검토하는 등 인터넷 유해사범에 대한 처벌 강화를 추진하겠다고 말했다.[6]

- 2008년 10월 3일, 한나라당은 사이버 모욕죄 처벌 및 인터넷 실명제 도입을 골자로 한 정보통신망 이용촉진 및 정보보호법 개정안(가칭 최진실법) 등을 정기국회에서 처리할 방침이라 밝혔다. 이에 민주당, 민주노동당, 자유선진당 등은 그에 반대 의사를 밝혔다.[7] 2008년 10월 6일 유족들은 이 명칭을 사용하지 말 것을 요청하였다.[8] 같은 날 시작된 국정감사에서 여야 간에 뜨거운 논란이 되었으며, 여야는 가족과 주변 사람들이 겪고 있을 고통을 감안해 법안 이름을 부를 때 실명을 사용하지 않는 것이 좋겠다는 데에 공감했다.[9][10]

### 도입 논란
- 2005년 9월 13일 노무현 정부 시절 이해찬 총리 주재로 4대 폭력 근절 관계장 회의를 열어 사이버 폭력죄 신설을 검토하기로 했다.[11]  이후 논란이 시작되었고, 2008년 10월 3일 한나라당이 정기국회 내 처리 방침을 밝히면서 사회적 관심사가 되었다.[7] 정치권에서는 사이버 모욕의 피해가 매우 커질 수 있기 때문에 가중 처벌이 필요하다는 데 대해서는 대체로 동의하고 있으나 해결 방안 및 시기에 대해 이견이 있었다. 정보통신망 이용촉진 및 정보보호법 개정안(사이버모욕죄 신설), 형법 개정안(모욕죄 강화), 기타 대안들이 거론되었으며, 부작용을 우려하여 좀 더 신중할 필요가 있다는 입장도 있었다. 친고죄 및 반의사불벌죄 적용 여부도 핵심 관건이었다.

#### 찬성 측의 논지
- 기존 모욕죄 등에서 규정한 처벌이 너무 약해, 사이버모욕죄를 도입하여 가중 처벌해야 한다.

2006년부터 2008년 6월까지 모욕죄 등으로 재판 받은 피고인 중 절반 이상이 벌금형 등 가벼운 재산형을 받았다.— 민주당 우윤근 의원

사이버 명예훼손 사건은 2004년 837건에서 2007년 2천 106건으로 2.6배 이상 증가했고, 방송통신심의위원회에 접수된 욕설 정보 심의사건 수도 2006년 2천 74건에서 2007년에는 3만 5천 288건으로 17배 이상 늘어났다.— 한나라당 장윤석 의원

#### 반대 측의 논지
- 기존의 모욕죄 등 현행법으로 처벌이 가능하므로 사이버 모욕죄를 신설할 필요가 없다.

가칭 최진실법은 사이버모욕죄나 제한적 본인 확인제가 아니라 자살예방과 관련된 법이어야 고인을 추모하고 급증하는 자살을 막을 수 있다. 현행 법에 사이버 모욕에 관한 내용이 있는데도 또 도입하자는 것은 법치주의 원칙에서 바람직하지 않다.— 자유선진당 박선영 대변인

- 인터넷상에서 표현의 자유를 억압하는 규제장치로 남용될 수 있다. 권력자가 자신의 반대세력을 탄압하거나, 여론을 통제하는 수단으로 악용될 소지가 있다.[13][14] 역사적으로 모욕죄는 위정자를 위한 수단으로 발생하였다. 명예훼손의 경우에는 사실의 적시 등 그 판단기준이 명확하지만, 모욕죄의 경우에는 판단 기준이 명확하지 않기 때문에, 사이버 모욕죄가 도입된다면 혐오스러운 욕설 이외에도 풍자적 표현, 완곡한 표현, 다소 거친 표현도 모욕죄에 해당되도록 자의적 또는 정치적으로 악용될 소지가 있다.
- 전 세계적으로 모욕죄를 처벌하고 있는 나라가 많지 않으며, 시행하고 있는 나라에서도 모욕죄는 사라지는 추세이다.[14] OECD 국가 대부분이 모욕죄 조항을 이미 폐기했거나 실질적으로 사문화했으며, 세계언론자유위원회(WPFC) 또한 모욕죄의 폐지를 요청하고 있다. 이에 관한 법률이 도입된 국가는 중화인민공화국이 유일하며, 민주주의 국가 중에서 도입을 추진하는 것은 대한민국이 최초였다.[15]

#### 관련 발언
- 악성 게시물의 대표적 피해자였던 홍석천은 지금까지 아무 대책도 세우지 않다가 이 시점에 하필 이러느냐고 쓴소리를 했다.[16]
- 지미 웨일스는 "식당에서 손님들이 스테이크를 먹기 위해 나이프를 쓴다고 손님들을 철창에 가둔 채 서비스를 하는 격"이라고 비난했다![17]

## 같이 보기
- 모욕죄
- 제한적 본인 확인제
- 허위사실유포죄
- 사이버스토킹
- 사이버테러리즘